# 拉康塞普西翁 (蘇利亞州)

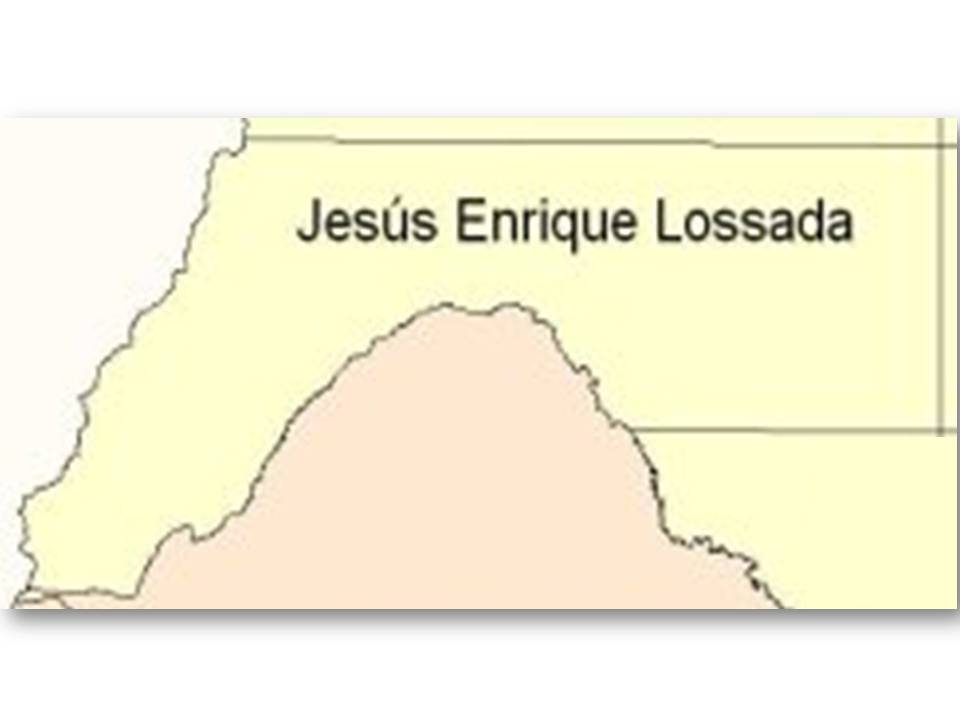

拉康塞普西翁（西班牙語：La Concepción），是委內瑞拉的城鎮，位於該國西北部蘇利亞州，是洛薩達市的首府，處於馬拉開波以西15公里，始建於1780年，海拔高度75米。